# Tetraidrobiopterina
A tetraidrobiopterina ou tetra-hidrobiopterina (BH4), administrada farmacologicamente como  sapropterina (denominação comum internacional), ou ainda dapropterina, é um cofator na síntese do óxido nítrico. Ela é também essencial na conversão de fenilalanina a tirosina através da enzima fenilalanina-4-hidroxilasee; na conversão da tirosina em levodopa através da enzima tirosina hidroxilase e na conversão de triptofano em 5-hidroxitriptofano através da triptofano hidroxilase.

## Importância clínica
Um erro na produção de BH4 e/ou um erro na enzima di-hidropteidina redutase (DHPR) leva à fenilcetonúria do tipo IVV, assim como a distonia sensível a  dopamina.
Esse cofator permite, ao acoplar-se à óxido nítrico sintase (NOS), a formação de óxido nítrico (NO), gás com papel importante na biologia humana, em especial da vasomotricidade (constrição ou dilatação de vasos sanguíneos).

## Síntese
A tetrahidrobiopterina é sintetizada a partir de trifosfato de guanosina (GTP) através de dois compostos intermediários. A enzima chave é a  trifosfato de guanosina ciclohidrolase-1. O BH4 pode ser oxidado posteriormente em dihidrobiopterina, perdendo suas propriedades de cofator.

## Utilização
Como a BH4 é instável a temperatura ambiente, um derivado, epímero ativo, a sapropterina, é utilizado para tratar certas formas de fenilcetonúria.